# GACKTなゲーム!?ガメ先手ル!
『GACKTなゲーム!?ガメ先手ル!』（ガクトなゲーム ガメセンテル）並びに『GACKTなゲーム!?帰ってきたガメセンテル』（ガクトなゲーム かえってきたガメセンテル）は、ネスレ日本株式会社が2014年7月1日より2016年12月21日まで「YouTubeネスレ日本公式チャンネル」において配信していたネット番組。
有名アーティストであるGACKTがテレビゲームを実況しながらプレイしているムービーを365日、両番組を合わせて2年間毎日公開していた。
番組名の「ガメセンテル」は、ゲームキャラなどの声優やモデルも務め、ゲーム主題歌を作曲するほどの大のゲーム好きであるGACKT本人が「Game Center」から命名した。
動画収録は彼の自宅や事務所内で行われている。「プレイしたゲーム」は、チャンネル内にある「カレンダー」「ゲーム別」の項目から確認可能。
進行役にTAKUMI、ゲストにマックスむらい、君沢ユウキ、Hiro（My First Story）他。最初の1年間で1,500万回以上の視聴回数を記録した。

## GACKTなゲーム!?ガメ先手ル!

### プレイしたゲーム
- 2014年7月
  - ロックマン2
  - ダウンタウンシリーズ（熱血高校ドッジボール部、ダウンタウン熱血物語）
  - ゼビウス
  - スペランカー
  - ソニック・ザ・ヘッジホッグ4
- 2014年8月
  - ロックマン2
  - ストリートファイター2
  - ゼビウス
  - スペランカー
  - ANGRY BIRDS
  - 悪魔城ドラキュラ
  - ファイナルファイト
- 2014年9月
  - ロックマン2
  - 魔界村
  - グランツーリスモ6
  - 熱血高校ドッジボール部サッカー編
  - グラディウス
- 2014年10月
  - ツインビー
  - ロックマン2
  - サルゲッチュ
  - 鉄拳
  - スーパーワギャンランド
- 2014年11月
  - みんなでスペランカー
  - ロックマン2
  - 塊魂トリビュート
  - みんなのGOLF6
  - エレベーターアクションデラックス
- 2014年12月
  - ロックマン2
  - Winter Sports 2010 -The Great Tournament
  - Smash Hit
  - Asphalt8
  - 魂斗羅スピリッツ
  - がんばれゴエモン雪姫救出絵巻
- 2015年1月
  - ロックマン3
  - モンスターストライク
  - 青鬼
  - クライシスコア ファイナルファンタジーVII
  - P.S. I LOVE YOU[注釈 1]
  - F1 2014
- 2015年2月
  - GetBass
  - バイオハザード4
  - NewスーパーマリオブラザーズU
  - 三国志英歌
- 2015年3月
  - マリオカート8
  - ロックマン3
  - スポーツチャンピオン2
- 2015年4月
  - 大乱闘スマッシュブラザーズ for Wii
  - ご当地鉄道
  - ロックマン3
  - Wii Sports Club
  - バットマン：アーカム・ビギンズ
- 2015年5月
  - 縁日の達人
  - バイオハザード4
  - ドンキーコング トロピカルフリーズ
  - New スーパーマリオブラザーズU
- 2015年6月
  - ロックマン3
  - New スーパーマリオブラザーズU
  - ドンキーコング トロピカルフリーズ
  - ゲットバス[注釈 2]

## GACKTなゲーム!?帰ってきたガメセンテル
2014年9月1日よりシーズン2である「GACKTなゲーム!?帰って来たガメセンテル」を配信。

### プレイしたゲーム
- 2015年9月
  - ロックマンX
  - みんなでスペランカーZ
  - 龍が如く 維新！
  - スーパーマリオギャラクシー
  - ウルトラストリートファイターIV
- 2015年10月
  - ロックマンX
  - ゴジラVS
  - TOKYO JUNGLE
  - アサシンクリード2
  - ドラゴンズクラウン
- 2015年11月
  - ロックマンX
  - TOKYO JUNGLE
  - アサシンクリード2
  - ゼルダの伝説 風のタクトHD
  - マリオパーティー10
- 2015年12月
  - TOKYO JUNGLE
  - マリオパーティー10
  - Wiiスポーツリゾート
  - 熱血高校ドッジボール部
  - みんなのGOLF6
- 2016年1月
  - ロックマンX
  - Wii スポーツリゾート
  - ハッピーチャーリーと空飛ぶカーニバル
  - GRAVITY DAZE/重力的眩暈 - GACKTがプレイした当初は未発売であり、Sonyの好意で実現した。開発者等の関係者以外で初めて本ゲームをプレイしている。
- 2016年2月
  - ロックマンX
  - ウルトラストリートファイターIV
  - GRAVITY DAZE/重力的眩暈
  - 太鼓の達人 あつめて☆ともだち大作戦!
  - ご当地鉄道 ～ご当地キャラと日本全国の旅～
- 2016年3月
  - みんなでスペランカーZ
  - New スーパーマリオブラザーズU
  - ご当地鉄道 ～ご当地キャラと日本全国の旅～
- 2016年4月
  - New スーパーマリオブラザーズU ダンサーズ
  - GRAVITY DAZE/重力的眩暈
  - スーパーマリオメーカー - 「GACKT 1-1」の名前でGACKTが作成したコースID 7429-0000-019C-151B が公開されている。
  - ピクミン3
- 2016年5月
  - 逆転オセロニア
  - ストリートファイターV
  - スプラトゥーン
  - 進撃の巨人
- 2016年6月
  - ピクミン3
  - スプラトゥーン
  - 進撃の巨人
  - メタルギアソリッドV ファントムペイン
- 2016年7月
  - ピクミン3
  - スプラトゥーン
  - 進撃の巨人
  - Q
- 2016年8月
  - ピクミン3
  - スプラトゥーン
  - アンチャーテッド 海賊王と最後の秘宝

### 特別編 ウラセンテル
2015年10月1日より「ネスレ アミューズ」内の「帰ってきたガメセンテル」公式サイトにて、毎日公開される本編のムービーとは別にネスレ会員のみが視聴可能な限定ムービーを毎月1度公開していた。 ムービーの内容は収録の非公開シーン、ノーカット版など。